# Internationale Cricket-Saison 1991
Die internationale Cricket-Saison 1991 fand zwischen Mai 1991 und September 1991 statt. Als Sommersaison wurden vorwiegend Heimspiele der Mannschaften aus Europa ausgetragen.

## Überblick

### Internationale Touren
| Beginn          | Heimteam | Auswärtsteam | Resultate | Resultate | Artikel |
| Beginn          | Heimteam | Auswärtsteam | Test      | ODI       | Artikel |
| --------------- | -------- | ------------ | --------- | --------- | ------- |
| 23. Mai 1991    | England  | West Indies  | 2–2 [5]   | 3–0 [3]   | Artikel |
| 22. August 1991 | England  | Sri Lanka    | 1–0 [1]   |           | Artikel |

### Internationale Turniere (Frauen)
| Beginn        | Turnier                                    | Land        |
| ------------- | ------------------------------------------ | ----------- |
| 16. Juli 1991 | Women’s European Cricket Championship 1991 | Niederlande |

## Nationale Meisterschaften
Aufgeführt sind die nationalen Meisterschaften der Full Member des ICC.
| Land    | First-Class                  | List A                                |
| ------- | ---------------------------- | ------------------------------------- |
| England | County Championship 1991     | National Westminster Bank Trophy 1991 |
|         | Refuge Assurance League 1991 |                                       |
|         | Benson and Hedges Cup 1991   |                                       |